# Ambroxol
El ambroxol, en su forma de clorhidrato, es un fármaco que cae en la categoría de los medicamentos mucolíticos. Es un metabolito de la bromhexina.

## Terapéutica
El ambroxol es un fármaco útil en procesos bronquiales (con acción mucolítica) donde se requiere la expulsión de flemas para evitar el estancamiento del moco espeso en los alvéolos pulmonares. Puede usarse solo (monofármaco) o en combinación con un broncodilatador.

## Mecanismo de acción
El ambroxol actúa sobre los neumocitos tipo II, estimulando la síntesis y la secreción del surfactante pulmonar. Además interviene coadyuvando en la producción y el transporte de la secreción bronquial. Esto permite disminuir la secreción bronquial y favorecer la permeabilidad de la luz alveolar y bronquial.

## Farmacocinética
El fármaco se absorbe rápidamente por vía oral a nivel del intestino. Tiene una vida media de 10 horas aproximadamente. Cuando se toma en ayunas, la concentración máxima en el plasma sanguíneo ocurre a las 2 1/2 horas.
El ambroxol se une de manera reversible a las proteínas plasmáticas y un 10% de la sustancia activa es desechada por las heces fecales y renales.

## Metabolitos
El ambroxol se metaboliza en el organismo humano formando varios metabolitos que carecen de efecto tóxico y que se eliminan vía renal.

## Contraindicaciones
Dado que el ambroxol es una sustancia que irrita la mucosa gástrica, se recomienda no tomarlo si se padece gastritis o úlcera péptica. Las mujeres embarazadas o en período de lactancia deben evitar su consumo. Podría causar vómito.

## Efectos secundarios
Los más comunes son de carácter gastrointestinal que desaparecen cuando deja de tomarse el medicamento, puede presentarse sarpullido, en cuyo caso consulte a su médico. Posible síntoma de intoxicación: cefalea.[cita requerida]

## Forma farmacéutica
El ambroxol puede administrarse ya sea en solución, jarabe, gotas pediátricas o tabletas.

## Interacción con otros fármacos
El ambroxol puede usarse con antibióticos orales para el tratamiento de infecciones bronquiales. No hay interacciones peligrosas si se administra junto a bronquiolíticos, diuréticos o corticosteroides.

## Preparado OTC
Dada su alta confiabilidad, seguridad y leves efectos secundarios, la Secretaría de Salud de México (mediante la COFEPRIS) ha aprobado su venta como fármaco del grupo V, para venta libre (OTC).